# Buzat
Buzatul sau lapina mare (Labrus viridis) este un pește marin teleostean din ordinul perciforme, familia labride, care trăiește în zona litorală, pe fund pietros sau printre tufele de zostera. Este răspândit pe coastele de est al Oceanului Atlantic, în Marea Mediterană, Marea Egee, Marea Marmara. În apele Mării Negre este foarte rar. Se întâlnește și pe litoralul românesc al Mării Negre de la Constanța spre sud. Are o lungime de până la 40 cm. Corpul este ușor alungit, capul comprimat lateral, botul alungit și cu buze groase (de unde și denumirea peștelui), iar pe fălci dinți dispuși pe un singur rând. Înotătoarea dorsală lungă. Înotătoarele pectorale și ventralele scurte. Corpul, cât și opercularul și preopercularul sunt acoperite în întregime cu solzi. Coloritul lui este frumos, verde pe spate, cu pete albastre pe cap, trunchi și înotătoare. Pe abdomen se distinge un desen reticulat brun, în formă de rețea, iar marginea înotătoarei dorsale este roșie, pe când a înotătoarelor anale și caudale, albastră. Depune icre bentonice pe la sfârșitul primăverii. Se hrănește cu crustacee, moluște și pești. Se poate folosi în acvarii mari, publice.

## Descrierea
Lungimea maximă este de 60 cm. Obișnuit atinge 15-35 cm și o greutate de până la 1,7 kg. În Marea Neagră atinge o lungime de 40 cm și o greutate de 950 g.  Longevitatea este de 15-18 ani.
Corpul este alungit, înalt, moderat comprimat lateral. Înălțimea corpului este egală sau depășește ușor lungimea capului și reprezintă aproximativ 20,8-25% din lungimea totală a corpului, cuprinzându-se de 4,0-4,8 ori în lungimea lui totală.  Profilul dorsal și ventral sunt la fel de convexe. Înălțimea minimă a corpului reprezintă 11,7-12,5% din lungimea totală a corpului.
Capul este alungit. Lungimea capului este mai mare decât înălțimea corpului și reprezintă 23,8-26,4% din lungimea totală a corpului și intră în această dimensiune de 3,8-4,2 ori (la exemplarele din Marea Neagră de 3,9-4,1, iar la cele din Marea Mediterană de 3,6-4,0).
Ochii sunt mari. Spațiul interorbital este convex. Diametrul ochiului reprezintă 30,8-47%, iar spațiul interorbital 42-56,5% din înălțimea minimă a corpului și depășește ușor diametrul ochiului. În lungimea capului spațiul interorbital se cuprinde de 4,9-7,0 ori, iar diametrul ochiului de 4,0-6,5 ori. Nările sunt mai apropiate de ochi decât de vârful botului. 
Botul este lung și ascuțit. Lungimea botului este cuprinsă de 2,2-2,7 ori în cea a capului și de 0,94-1,20 ori în înălțimea trunchiului caudal și reprezintă 37-43,5% din cea a capului și 83-107% din înălțimea minimă a corpului. Gura este relativ mare, terminală, moderat protractilă. Buzele sunt bine dezvoltate, cărnoase și groase. 
Fălcile și oasele faringiene inferioare, care sunt concrescute între ele, sunt prevăzute cu dinți puternici; prevomerul și palatinele sunt lipsite de dinți. Dinții fălcilor sunt conici, caniniformi, dispuși pe un singur rând;  cei anteriori fiind mai puternici, mai curbați și mai groși ca ceilalți. Pe fiecare parte a fălcii superioare se află 8-11 dinți, iar pe cea a fălcii inferioare 9-12 dinți, care se micșorează treptat spre colturile gurii; perechile 2-3 anterioare de pe falca superioară și perechile 1-2 de pe falca inferioară sunt măriți, au forma  de canini ușor curbați. La exemplare bătrâne dinții fălcilor sunt rotunjiți la vârf.
Oasele faringiene 2, 3 și 4 de pe fiecare latură, sunt contopite în câte o singură piesă masticatoare, prevăzută cu dinți; cele două piese de pe fiecare latură rămân independente; marginea lor superioară e concavă și se articulează de o apofiză convexă a parasfenoidului. Oasele faringiene inferioare concrescute, adică cele stângi se concresc cu simetricele lor de pe partea dreaptă. Dinții faringieni sunt conici sau rotunjiți.
Înotătoarele au radii țepoase. Au o singură înotătoare dorsală, a cărei parte anterioară spinoasă (țepoasă) este mai lungă decât parte posterioară moale; parte spinoasă ocupă mai mult din jumătatea întinderii întregii înotătoare dorsale. Partea moale a dorsalei este puțin mai înaltă decât cea spinoasă. Partea spinoasă a dorsalei are 17-19 radii spinoase (nici unul dintre spini nu este prelungit), iar cea moale 10-14 radii moi ramificate (la subspecia Labrus viridis prasostictes din Marea Neagră 12-13 radii moi). Formula înotătoarei dorsale la Labrus viridis prasostictes este D XVII-XIX 12-13.
Înotătoarea anală este inserată aproximativ sub limita dintre partea spinoasă și cea moale a înotătoarei dorsale și are 3 spini (radii spinoase) în partea anterioară și 9-13 radii moi ramificate în partea posterioară. Subspecia Labrus viridis viridis din Marea Mediterană, are 10-11 radii moi, iar subspecia Labrus viridis prasostictes din Marea Neagră, are 9-10 radii moi. Formula înotătoarei anală la Labrus viridis prasostictes este A III 9-10. Înotătoarea anală are aproximativ aceeași lungime ca și partea moale a înotătoarei dorsale. Înotătoarea caudală este rotunjită și are 14 radii, din care 12 ramificate.
Înotătoarele pectorale și ventrale sunt rotunjite și scurte, vârful lor rămâne la mare distanță de anus. Înotătoarele ventrale rotunjite, cu poziție pectorală, se inserează puțin în urma înotătoarelor pectoralelor și au o radie anterioară spinoasă și 5 radii moi. Formula lor este V I 5. Înotătoarele pectorale sunt rotunjite și au o radie spinoasă și 14-15 radii moi. Formula înotătoarelor pectorale este P I 14-15.
Solzii cicloizi, de mărime mijlocie, acoperă întregul corp și cea mai mare parte a capului (cu excepția frunții și botului). Numărul rândurilor transversale de solzi de pe corp este mai mare ca 42. Pe obraji între ochi și preopercular sunt 5-8 rânduri transversale de solzi imbricați. Operculele (opercularul și preopercularul) sunt acoperite în întregime cu solzi imbricați; solzii de pe preopercul sunt mai mici ca cei de pe opercul. Interopercularul lipsit de solzi sau cu un număr redus de solzi (1-3 solzi pe marginea posterioară). Marginea posterioară a preopercularului netedă, nezimțuită la adulți (la puiet este de multe ori ușor zimțuită). 
Linia laterală completă, continuă și neîntreruptă, anterior se află în partea superioară a corpului, apoi se curbează ușor în jos sub capătul posterior al înotătoarei dorsale și se continue prin mijlocul pedunculului caudal. Pe linia laterală se află 41-49 solzi dispuși în linie longitudinală. Numărul de solzi deasupra liniei laterale (numărați vertical până la începutul înotătoarei dorsale) este de 4-6. Numărul de solzi sub linia laterală (numărați vertical până la începutul înotătoarei ventrale) este de 12-13. Aceasta se poate reda prin formula 41 [4-6/12-13] 49. La subspecia Labrus viridis prasostictes această formulă este 44 [4-5½ /12-13] 47.
Vezica înotătoare este prezentă. Aparatul opercular cu 5-6  radii branhiostegale și o pseudobranhie bine dezvoltată. Pe primul arc branhial se află 20-22 branhiospini (spini branhiali). Apendicele pilorice lipsesc. Osul maxilar superior este absent. Coloana vertebrală are 38-39 vertebre. Toate coastele sunt articulate la parapofize.

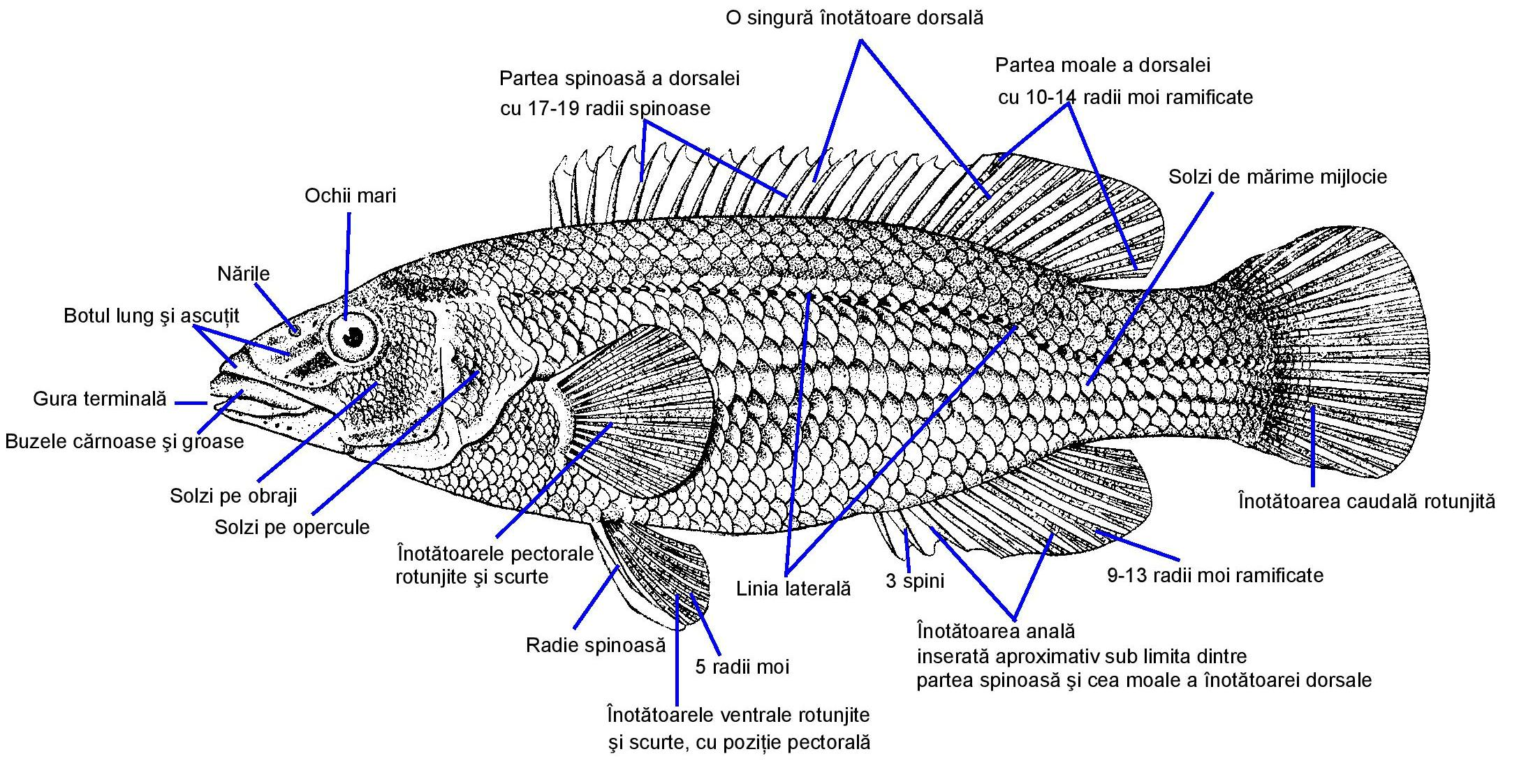
Buzatul (Labrus viridis). Particularităţi morfologice.

## Răspândire geografică
Terra typica: litoralul Crimeei.
Este răspândit pe coastele europene și africane ale Oceanului Atlantic, din Portugalia până în Maroc, în Marea Mediterană, Marea Egee, Marea Marmara, Marea Neagră. În Marea Neagră este o specie rară și se întâlnește pe litoralul sudic al Crimeei (Sevastopol și Balaklava), Dobrogii (România), Bulgariei  (Balcic, Varna, Burgas, Sozopol) și Turciei. 
A fost găsit în apele litorale din următoarelor țări: Albania, Algeria, Bulgaria, Croația, Cipru, Egipt, Franța, Gibraltar, Grecia, Italia, Libia, Malta, Monaco, Muntenegru, Maroc, Portugalia, România, Slovenia, Spania, Tunisia, Turcia, Ucraina.
Pe litoralul românesc al al Mării Negre este întâlnit rar de la Constanța spre sud, inclusiv la Agigea.

## Habitatul
Buzatul este un pește marin litoral. Trăiește în general solitar sau mai rar în cupluri, în zona litorală a mărilor la adâncimi de 2-50 m, unde este fund pietros, printre pietre sau stânci subacvatice sau între tufele de ierburi marine de Zostera sau de Posidonia. Peștii mai mari se întâlnesc la adâncimi mai mari decât puietul. Buzatul este un pește prudent și fricos, foarte mobil și rapid, care se ascunde sub pietre și printre ierburile marine de Zostera la apropierea unui plonjor.

## Hrana
Se hrănește în primul rând cu moluște,  dar și cu crustacee, echinoderme și pești. Cu ajutorul dinților caniniformi puternici, dispuși pe un singur rând pe cele două fălci poate sfărâma carapacele crustaceelor sau cochiliile moluștelor pe care le prinde.